# Diamond Dead

Diamond Dead est à l'origine un projet de film musical horrifique de George A. Romero, épaulé du compositeur de la bande originale du The Rocky Horror Picture Show : Richard Hartley. Initié en 2004, le projet de film bien qu'apparemment abandonné a fait l'objet d'une adaptation en pièce musicale par Andrew Lloyd Baughman.

## Synopsis
Aria De Winter est engagée par la Mort pour tuer 365 personnes en 1 an. Si la tâche paraît ardue, Aria a néanmoins un plan : préparer un concert de Diamond Dead, le plus célèbre groupe de rock underground du monde pour générer un carnage lors de leur représentation. 
Ex-petite amie du chanteur, la seule difficulté pour elle est que tous les membres du groupe sont morts. Un pacte avec le diable lui permet de les ramener à la vie mais il lui faut composer avec le fait que leur chair tombe constamment en morceaux.

## Personnages principaux
Les personnages principaux, qui constituent le groupe Diamond Dead et dont les biographies furent visibles sur le site, accompagnées d'illustrations, jusqu'à la fermeture de celui-ci, sont les suivants : 
- Aria, condamnée par la mort à tuer 365 personnes en 1 an ;
- Dr.Diabolicus, son petit-ami ;
- Glitter, rocker travesti et sensuel ;
- Veronica Vinyl, une dominatrice sado-masochiste ;
- Visible Death, une faucheuse ;
- Bangz, zombie punk débraillé ;
- Raspoutine, un colosse russe maléfique ;
- Spyder Syn, étrange vampire portant une chaussette en guise de marionnette sur la main.

## Histoire et échec du projet

### Le lancement
Le projet est amorcé en 2004, soit 4 ans après le précédent film de Romero, Bruiser, et près de 20 ans après le dernier épisode de la trilogie des morts vivants (Le Jour des morts-vivants, 1985). Diamond Dead s'annonce comme le retour du grand maître à ses origines avec un projet de film de zombies particulièrement original, dans la veine du Phantom of the Paradise de Brian De Palma et du Rocky Horror Picture Show de Jim Sharman.
Le projet dispose d'un site web très actif, diamonddead.com, comportant notamment un jukebox présentant des extraits des morceaux composés pour le film par Richard Hartley, d'une bande-annonce, d'illustrations de Brian Cooper, ainsi que du script complet du film, également de ce dernier. La production semble ainsi partie sous les meilleurs auspices. Mais le temps passant, alors que l'esprit du film, son esthétique et sa musique trouvent leurs marques, et que la base de fans s'élargit, aucune image de pré-production ne daigne émerger. 

### Rumeurs et clôture du site
Les rumeurs vont bon train, on parle alors d'un casting incluant diverses vedettes du grand écran et de la musique. Marilyn Manson, David Bowie, Meat Loaf, Christopher Lee, Johnny Depp sont autant de noms qui sont évoqués pelle-mêle sans que l'on ne puisse vraiment démêler le vrai du faux. On apprend au travers d'interviews qu'Andrew Gaty doit être secondé à la production par rien de moins que Ridley Scott. Mais toutes ces rumeurs ne tirent pas le film de la confusion ambiante, alors que les fans, ravivés par le remake de Zombie (Dawn of the Dead) par Zack Snyder, L'Armée des morts, commencent à se détourner de l'idée saugrenue de ce film musical pour invoquer un retour de Romero vers une suite de sa trilogie (un éventuel Dusk of the Dead remplacé par Le Territoire des morts (Land of the Dead).
Le 28 novembre 2005 voit la dernière mise à jour du site officiel qui reste accessible jusqu'au 4 février 2007, alors que les fans sont toujours dans l'attente de la réalisation du projet. On voit ensuite régulièrement poindre des nouvelles, sur l'éventuelle renaissance du projet que certains sites, dont l'IMDB, considèrent comme toujours en cours. Une production en 2011 ou 2012 est encore prévue bien que Romero lui-même, au fil d'interviews ait signalé que le projet en réalité n'intéressait pas les studios.
Le 17 septembre 2011, lors d'une rencontre au forum de la fnac de Strasbourg à l'occasion de l'Étrange Festival, George Romero déclare au sujet de Diamond Dead qu'Internet véhicule beaucoup de fausses informations et que ce film ne verra pas le jour, tout comme Deep Red, un projet de remake des Frissons de l'angoisse (Profondo rosso) de Dario Argento qu'on lui prête. 

## Diamond Dead la pièce
Si le film n'a jamais vu le jour, il est néanmoins adapté en comédie musicale. L'adaptation est l'occasion d'un remaniement du script originel de Cooper. L'un des personnages principaux est supprimé pour accentuer la présence d'un autre. Richard Hartley compose également une chanson supplémentaire pour le personnage de Glitter.
La pièce d'1h35 (sans entracte) produite par le Landless theatre est d'abord produite du 30 septembre au 30 octobre 2004 à Washington DC, reprenant les compositions de Richard Hartley et les paroles de Brian Cooper dans une adaptation d'Andrew Lloyd Baughman. En 2009, la pièce est montée au Dixon Place à New York à l'occasion du 13th Annual New York International Fringe Festival.

## Informations et distribution
- Titre : Diamond Dead
- Scénario et paroles de Brian Cooper avec la participation de George A. Romero
- Musique : Richard Hartley
- Direction musicale : Andrew Lloyd Baughman
- Adaptation scénique : Andrew Lloyd Baughman
- Mise en scène : Shirley Serotsky

- Avec Rachel Warren, Andrew Lloyd Baughman, Rob Ebbin, William Morris, Josh Speerstra, Jen Tonon, Zane Oberholzer, Kathleen Gonzales, Patricia Penn, Matthew Baughman, Amy Easton, Ernie Achenbach
- Conception des décors et des costumes: Rachel Warren
- Durée : 1 h 35 minutes sans entracte.
- Production : Landless Theatre

## Bande originale
Les chansons disponibles jadis sur le site du film étaient les suivantes : Necrophilia, Seize the Night, Good Friends, On Your Knees, Bitch.
Au milieu de chansons abordant toutes des thèmes mortuaires, Good Friends possède comme particularité le fait d'être presque entièrement constituée de noms et d'allusions à des artistes décédés aussi divers que Frank Sinatra, Dean Martin, Sammy Davis Jr., Screamin' Jay Hawkings, Elvis Presley, Janis Joplin, Jim Morrison, Joey Ramone, Kurt Cobain, John Lennon, Sid Vicious, etc., un hommage balayant les scènes du jazz, du rock, du punk, etc.
Necrophilia reprise par Andrew Lloyd Baughman débute par une plaisanterie sur le fait que le groupe est composé de morts vivants : This song is for all of you necrophiliacs out there, if it weren't for filthy perverts like you, we'd never get laid, que l'on pourrait traduire : Cette chanson est pour vous, les nécrophiles : sans de sales pervers tels que vous, nous ne coucherions jamais.

## Divers
Des vidéos disponibles sur le net laissent entrapercevoir l'esprit de ce qu'aurait pu être le film et profiter des compositions d'Hartley dont les arrangements en public aux sonorités pop-rock s'écartent néanmoins des enregistrements sinistres et expérimentaux de la bande originale originellement prévue pour le film.